# イェナン
イェナン（閆桉、1996年10月25日 - ）は、韓国で活動している中国出身の歌手、俳優である。男性アイドルグループ「PENTAGON」のメンバー。CUBEエンターテインメント所属。

## 来歴
1996年10月25日、日本の北海道で生まれ、その後上海市に移り住む。幼い頃から10年以上に渡って二胡やピアノを習っていた。
中国で行われたCUBEエンターテインメントのオーディションに合格し、2015年に練習生になった。
2016年、サバイバル番組であるPENTAGON MAKERを経て、PENTAGONのメンバーとしてデビュー。
2018年8月22日、所属事務所より健康上の理由によってPENTAGONとしての活動休止を発表。
2020年10月12日、PENTAGONに復帰し、活動を再開。

## 出演

### テレビドラマ
- 我亲爱的小洁癖（2020年）